# بيكه بيرمان
بيكه بيرمان (بالألمانية: Pieke Biermann)، من مواليد شتوليتسناو الواقعة على نهر الفيزر في مارس 1950، هي أديبة وصحفية ومترجمة ألمانية.

## حياتها
درست بيكه بيرمان الأدب واللغة والعلوم السياسية في جامعة بادوفا. وقد عملت في العديد من الوظائف. وهي تعمل الآن منذ عام 1976 كاتبة حرة ومترجمة.

## من أعمالها
1. قلب العائلة 1977
2. نحن النساء كغيرنا 1980
3. هيرتا ودوريس 2002
4. رأيت جويش 2004